# Annelie Karlsson
Mona Annelie Karlsson, född 28 augusti 1965 i Kiaby församling i Kristianstads län, är en svensk fackföreningsledare och politiker (socialdemokrat), som var riksdagsledamot mellan 2010 och 2022, invald för Skåne läns norra och östra valkrets.
Karlsson kommer från Kristianstad och har tidigare arbetat som butiksbiträde och varit ombudsman för Handelsanställdas förbund.
Som nytillträdd riksdagsledamot blev Karlsson suppleant i justitieutskottet och socialförsäkringsutskottet. 2014–2019 var hon ledamot i arbetsmarknadsutskottet och 2018 utsågs hon till vice gruppledare för Socialdemokraternas riksdagsgrupp. Hon var sedan från 2019 till 2022 gruppledare för riksdagsgruppen.
Sedan november 2022 är hon andre vice ordförande för Handelsanställdas förbund.